# المداجر

تعديل مصدري - تعديل

المداجر إحدى حارات مدينة القاعدة بمحافظة إب، بلغ تعداد سكانها 697 نسمة حسب تعداد اليمن لعام 2004.